# Бессалов Максим Леонідович
Макси́м Леоні́дович Бессалов (нар. 9 липня 1990, Антрацит, УРСР, СРСР) — український футзаліст, лівий вінгер київської «Аврори ТІМ».

## Біографія
Із 2004 року почав грати в структурі «ЛТК». Перший тренер - Віктор Іванович Дреневський. У 2005 році у складі команди 1990-1991 р.н. посів 4-те місце у чемпіонаті Україниі дійшов до фіналу Кубку України, у якому луганчани поступилися харківській команді «Ехо-Лаум». В тому році у юнацькій команді «ЛТК» грав у відритій першості міста Харкова. З кінця 2005 року почав виступати у складі команди «ЛТК-2», яка тоді виступала у чемпіонаті і Кубку Луганська. В той же час, продовжував виступи за юнацьку команду 1991 р.н. у чемпіонаті України. У 2007 році у складі збірної Луганської області брав участь у Літніх спортивних іграх України з футзалу. 7 лютого 2007 року дебютував в основній команді у матчі чемпіонату проти «Єнакієвця». Напередодні старту другого кола чемпіонату сезону 2008/09 був переведений у першу команду. Перший м'яч у Вищій лізі забив 16 грудня 2008 року у ворота львівського ТВД (2:1). Загалом за часи виступів за луганську команду провів 107 ігор в еліті українського футзалу і відзначився 17-ма влучними ударами
Після 10 років у структурі «ЛТК» у 2014 році перейшов в харківський «Локомотив», у якому провів один сезон, здобувши за цей час перше чемпіонство та Суперкубок України.
У 2015 році прийняв запрошення херсонського «Продексіма», у якому в подальшому провів сім сезонів із невеличким відрядженням до покровського «Титану» у сезоні 2018/19. За цей період виграв із херсонцями чотири чемпіонських титули та одного разу Кубок України. На його рахунку 130 матчів за «Продексім» в рамках Екстра-ліги, в яких він записав на свій рахунок 43 забитих м'ячі.
У 2022 році підписав контракт із київською «Авророю», де невдовзі одягнув капітанську пов'язку. 
Збірна України
У 2007 році разом з юнацької збірною України (U-17) виграв срібні нагороди турніру «Costa Dorada Cup», причому відзначився голом у фіналі. На початку березня 2010 року у складі національної збірної виграв срібні нагороди на міжнародному турнірі «Sultat Shaab» у Лівії. У квітні 2010 року отримав виклик у молодіжну збірну, де дебютував 7 і 8 квітня у матчах проти Румунії.

## Титули та досягнення
«ЛТК»
- Кубок
  -  Фіналіст (1): 2012/13

- Чемпіон України серед юнаків: 2006—07[16]
- Фіналіст Кубку України серед юнаків: 2005 р.
- Чемпіон Луганська: 2008[17]
- Бронзовий призер чемпіонату Луганська: 2005—06[18]
- Володар Зимового Кубку ФК «Зоря»: 2008 р.[19]
- Переможець міжнародного турніру «День Перемоги»: 2008 р.[20]
- Переможець «Різдвяного турніру»: 2010 р.[21]
- Срібний призер турніру «Sultat Shaab»: 2010 р.
- Срібний призер турніру «Costa Dorada Cup» (U-17): 2007 р.
- Бронзовий призер Кубка Донбасу: 2010 р.[22]

 «Локомотив» (Харків)
- Екстра-ліга
  -  Чемпіон (1):  2014/15

- Суперкубок
  -  Володар (1): 2014

 «Продексім»
- Екстра-ліга
  -  Чемпіон (4): 2016/17, 2017/18, 2018/19, 2019/20
  -  Бронзовий призер (1): 2015/16

- Кубок
  -  Володар (1): 2020/21
  -  Фіналіст (1): 2018/19